# Yan Huiqing
Yan Huiqing (ur.  2 kwietnia 1877 w Szanghaju, zm. 24 maja 1950 tamże), na zachodzie znany także jako W.W. Yen – chiński polityk i dyplomata, pięciokrotny premier Republiki Chińskiej.
Pochodził z Szanghaju. Ukończył szanghajską Szkołę Języków Obcych (1895) oraz studia na University of Virginia (1900), następnie był wykładowcą języka angielskiego na Uniwersytecie św. Jana w Szanghaju. Posiadał także stopień w dawnym systemie egzaminacyjnym – był członkiem Akademii Hanlin.
W latach 1913–1920 pełnił godność ambasadora Republiki Chińskiej w Niemczech, z jednoczesną akredytacją w Danii i Szwecji. W okresie między 1920 a 1926 rokiem pięciokrotnie pełnił urząd premiera, przez krótki czas był także tymczasowym prezydentem Republiki Chińskiej. W tym czasie był członkiem delegacji chińskiej uczestniczącej w konferencji waszyngtońskiej (1921-22), która starała się wynegocjować stopniowe ograniczenia zagranicznych przywilejów w Chinach (jak eksterytorialność koncesji międzynarodowych itp.). Ustalenia konferencji służyły następnie rządom Kuomintangu jako podstawa do renegocjacji tych przywilejów po roku 1927.
Piastował również funkcje ministra spraw wewnętrznych, rolnictwa i spraw zagranicznych. Po obaleniu w 1926 roku rządu pekińskiego przez Zhang Zuolina schronił się na terenie dzielnicy cudzoziemskiej w Tiencinie.
Od października 1931 do grudnia 1932 roku był ambasadorem w Stanach Zjednoczonych, jednocześnie pełniąc funkcję chińskiego przedstawiciela przy Lidze Narodów. Próbował przekonać kraje zachodnie do wsparcia Chin w walce z agresją japońską. Umiejętnie argumentując i odwołując się do podstawowego zadania Ligi, jakim miało być zapobieganie wojnom między członkami, Yanowi i pozostałym członkom delegacji udało się przekonać inne państwa do uznania chińskiej suwerenności w Mandżurii i integralności chińskich granic w zakresie dawnego cesarstwa qingowskiego. Prace wyznaczonej przez Ligę komisji, która potwierdziła chińskie stanowisko, nie doprowadziły do wycofania się Japonii z Mandżurii, ale przyczyniły się do tego, że większość państw nigdy nie uznała Mandżukuo. W latach 1933–1936 był ambasadorem Chin w ZSRR. Po wybuchu wojny domowej w 1946 roku uczestniczył w rokowaniach pokojowych z komunistami. Po utworzeniu w 1949 roku Chińskiej Republiki Ludowej pozostał w kontynentalnych Chinach.
Był autorem dwutomowego słownika angielsko-chińskiego. Napisał także autobiografię w języku angielskim, East-West Kaleidoscope, w 2005 roku wydaną w tłumaczeniu na chiński.